# Pino Rinetti
Giuseppe Rinetti, detto Pino (fl. XX secolo), è stato un calciatore italiano, di ruolo portiere.

## Biografia
Esordì in massima serie il 30 novembre 1919 con la maglia della Puteolana nella gara contro il Naples, collezionando con i diavoli rossi 33 presenze fino al 1922. In seguito ai fatti di Naples-Puteolana del 9 aprile 1921, decisiva per il passaggio alla fase finale del campionato dell'Italia meridionale, in cui la Puteolana fu estromessa a tavolino, Rinetti subì una squalifica di due anni poi amnistiata. Nel 1922 passò alla Bagnolese sempre in massima serie, ma riuscì a scendere in campo solo una volta, nella sfortunata trasferta di Torre Annunziata del 14 gennaio 1923 persa per 6-1 contro il Savoia, chiuso nel ruolo da Giuseppe Cangiullo. Quindi nel 1924 fu ingaggiato dall'Internaples con cui collezionò 16 presenze nel campionato di Prima Divisione 1923-1924, per un totale di 50 partite disputate in massima serie nazionale.